# Peter Schreyer
Peter Schreyer (Bad Reichenhall, 1953) è un ingegnere, progettista e manager tedesco.

## Biografia
Nato nel 1953 a Bad Reichenhall in Baviera, ha iniziato a studiare design industriale nel 1975 presso la Fachhochschule München - Industrie Design. Durante i suoi studi, ha lavorato dal 1978 come tirocinante presso il centro stile Audi di Ingolstadt, ottenendo nel 1979 una borsa di studio presso il Royal College of Art di Londra, per poi laurearsi lo stesso anno.

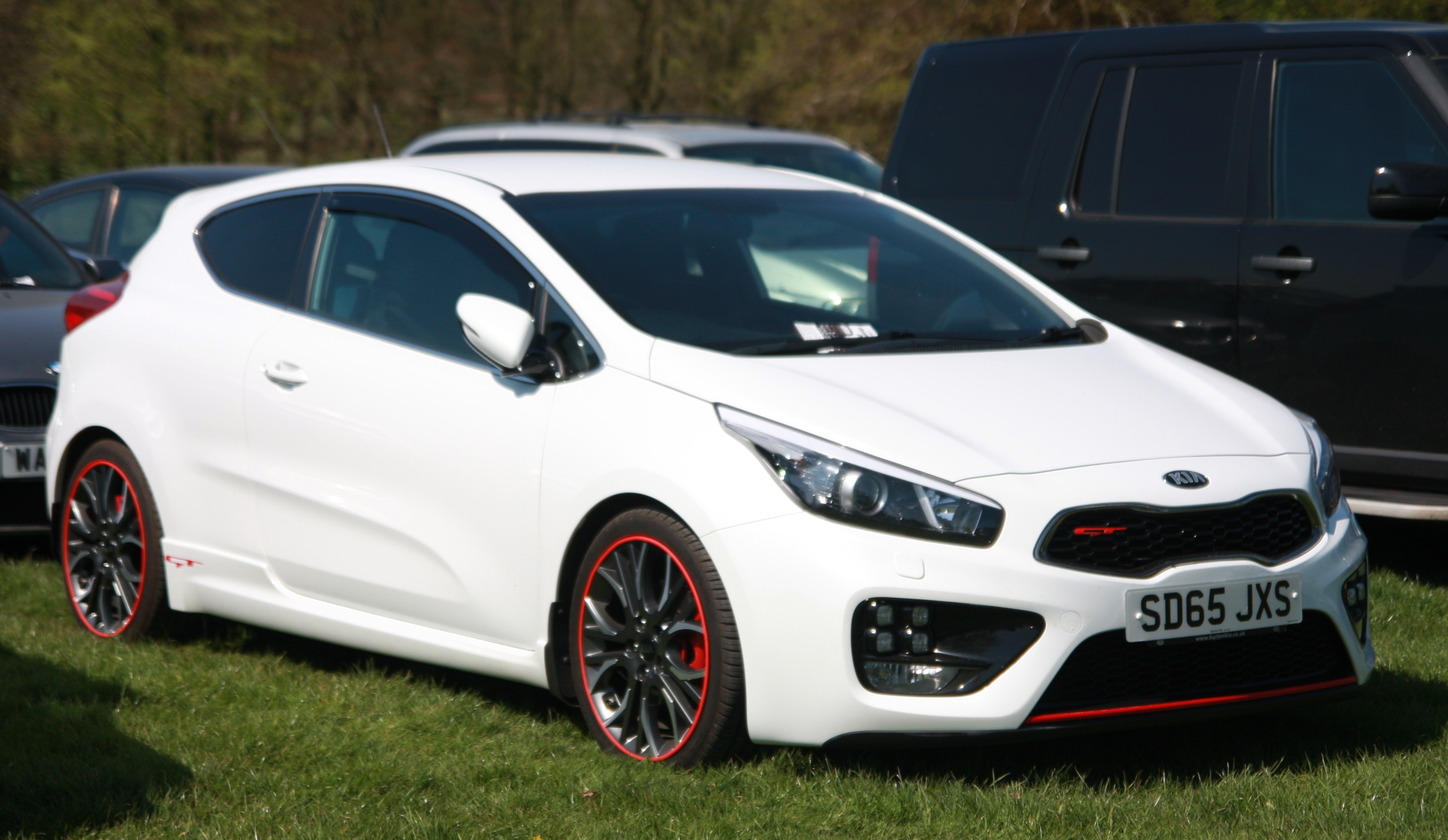
Kia Pro Cee'd GT

Nel 1980, Schreyer iniziò a lavorare in Audi come designer. Nel 1991, si trasferisce nello studio di design dell'azienda in California. Ritorna in Germania all'Audi Design Concept Studio nel 1992 e l'anno successivo si trasferisce nel reparto di progettazione esterni della Volkswagen.

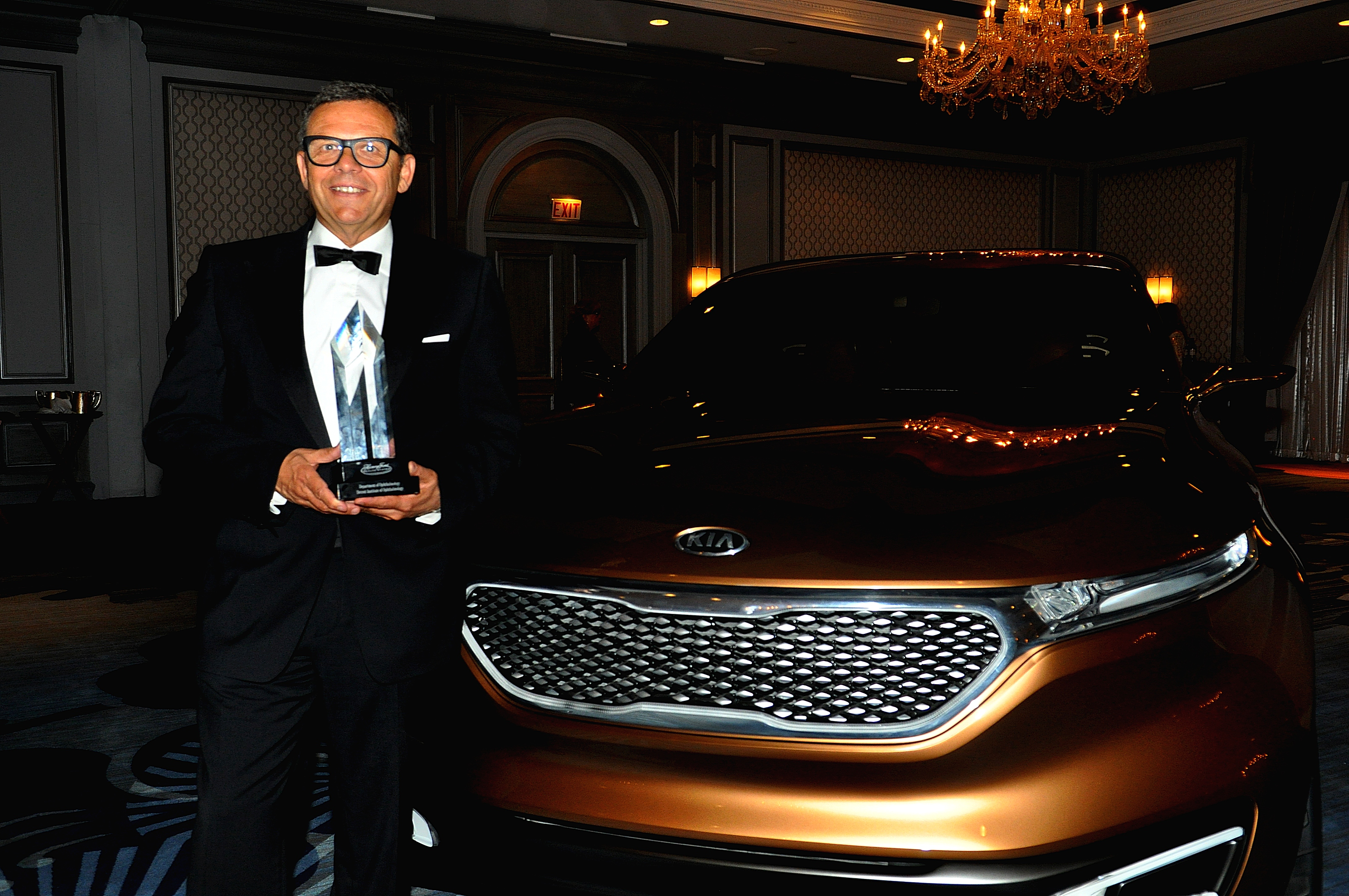
Schreyer con in mano il EyesOn Design

In qualità di dipendente dell'Audi Volkswagen Advanced Design Center di Simi Valley, in California, Schreyer ha progettato la concept Audi quattro spyder. Insieme a Erwin Himmel nel 1991 ha progettato l'Audi 100 C4. In seguito Schreyer fu responsabile del design VW e collaborò alla realizzazione della VW New Beetle e della VW Golf IV. È stato Chief Design Officer di Kia Motors nel 2006 e il 28 dicembre 2012 è stato nominato uno dei tre presidenti dell'azienda. Nel novembre 2018 Schreyer è stato sostituito da Luc Donckerwolke come capo progettista di Hyundai-Kia.

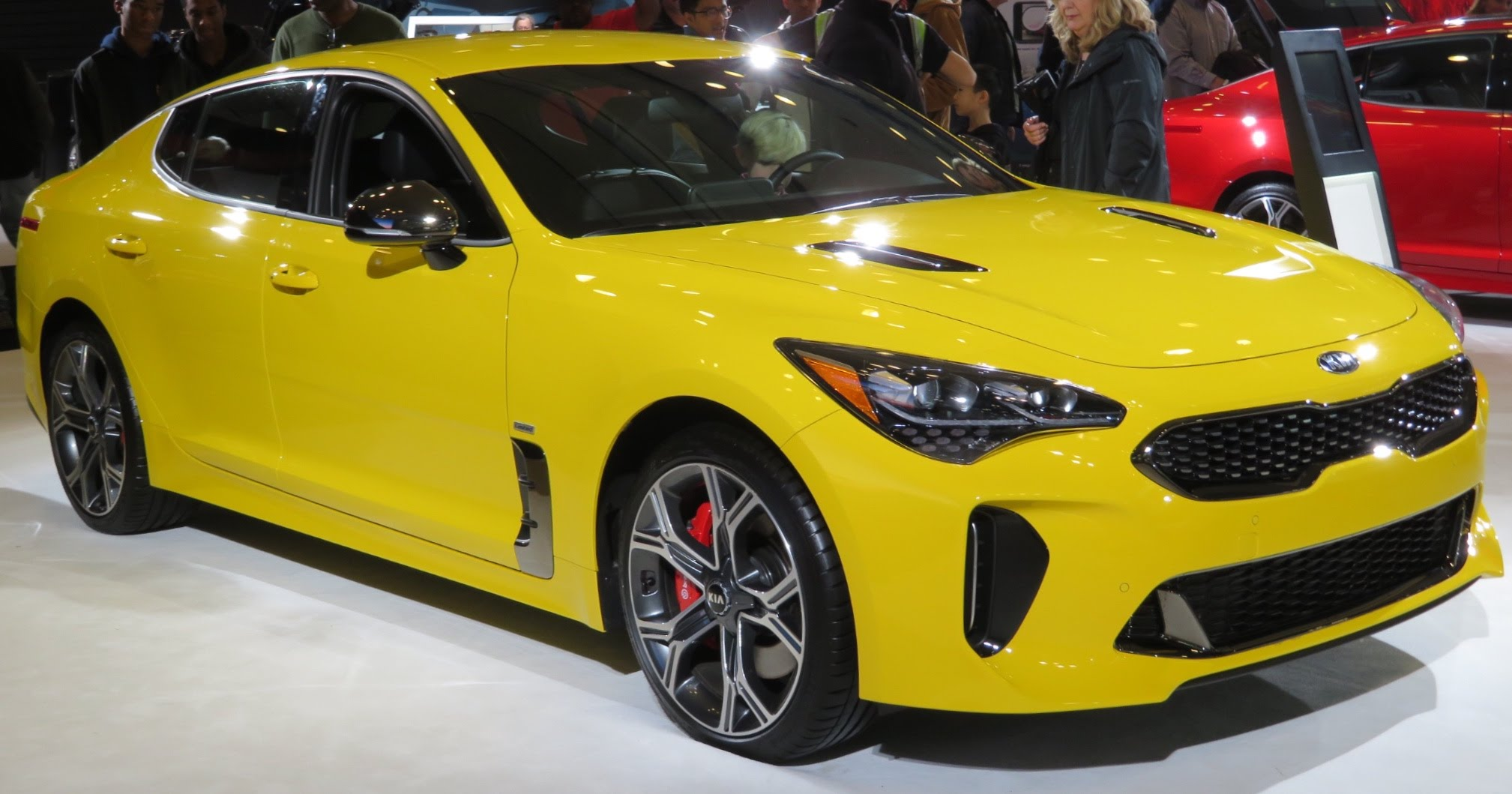
Kia Stinger

Nel 2013 è stato promosso a uno dei presidenti della casa automobilistica sudcoreana e poco dopo ha assunto la direzione degli uffici di progettazione della Hyundai Motor Company. Da allora, Schreyer è stato responsabile dell'intero gruppo automobilistico Hyundai-Kia.

## Modelli disegnati
- Kia Cee’d
- Hyundai Elantra
- Genesis G70
- Kia Stinger

## Riconoscimenti
- 1999: Red Dot Design Award: premio "Radius" per il miglior team di progettazione dell'anno (in rappresentanza del team di progettazione Audi)
- 2003: Design Award of the Federal Republic of Germany[2]
- 2007: Dottorato ad honoris causa della Royal College of Art di Londra[5]
- 2014: iF Product Design Award[6]
- 2014: EyesOn Design Lifetime Design Achievement award[7]
- 2013: Volante d'Oro[8]
- 2019: Red Dot Awards (come responsabile del design Kia)[9]